# Aeroportul Wadi Halfa
Aeroportul Wadi Halfa (IATA: WHF, ICAO: HSSW) este un aeroport din Statul de Nord, Sudan ce deservește zona Wadi Halfa. A fost numit după zona deservită.
Situat la o altitudine de 293 m, aeroportul dispune de o singură pistă.